# Shimmer Chinodya
Shimmer Chinodya (* 1957 in Gweru in den Midlands des heutigen Simbabwe) lebt als Schriftsteller und Drehbuchautor in Simbabwe. Er veröffentlicht seit 1982 Romane und Kinderbücher.

## Leben
Sein Roman Harvest of Thorns (1989), 1990 ausgezeichnet mit dem Commonwealth Writers’ Prize, erschien als Dornenernte 1991 auf Deutsch. Im Jahr 2000 war Chinodya für den Roman Can We Talk nominiert für den Caine Prize. 2005 erhielt er den simbabwischen Verlegerpreis für das Kinderbuch Tale of Tamari und 2007 den Noma-Preis für afrikanische Literatur für den Roman Strife (2006), der 2010 unter dem Titel Zwietracht auf Deutsch erschien.

## Werke
- Harvest of Thorns (1989). Dt.: Dornenernte. Aus dem Engl. übers. von Beate Horlemann (1991)
- Can We Talk and Other Stories  (2001)
- Dew in the Morning (2001)
- Tale of Tamari (2004)
- Strife (2006). Dt.: Zwietracht. Aus dem Engl. übers. und mit einem Nachw. von Manfred Loimeier (2010)